# مارگارت اوفلین
مارگارت الن مری اوفلین (زادهٔ ۲۵ ژانویه ۱۹۲۰ – درگذشته در ۲۲ سپتامبر ۲۰۱۴)، که با نام مارگارت فولی نیز شناخته می‌شد، یک متخصص زنان و زایمان بریتانیایی و پیشگام در ارائه خدمات پیشگیری از بارداری برای زنان بود.
او بیشتر دوران حرفه‌ای خود را به بهبود سلامت زنان در پورتسموث و جنوب شرقی همپشر اختصاص داد. نتیجه تلاش‌های او، گسترش امکانات و خدمات در تنظیم خانواده، سلامت جنسی زنان و مدیریت یائسگی در این منطقه بود.

## اوایل زندگی
مارگارت بولتون در ژانویه ۱۹۲۰ در تالک آو د هیل، استافوردشر، به دنیا آمد. او بزرگ‌ترین دختر ارنست و ادیت بولتون بود.
او در مدرسه دخترانه آورم به مقام سرپرستی دانش‌آموزان رسید و با تشویق مدیر مدرسه، به تحصیل در رشته پزشکی علاقه‌مند شد. در سال ۱۹۳۷، در ۱۷ سالگی، نخستین آزمون پزشکی (MB) خود را گذراند و پس از پذیرش در دانشکده پزشکی بیمارستان کینگز کالج، تحصیلات خود را ادامه داد. پس از تخلیه دانشجویان برای حفظ امنیت آن‌ها در طول جنگ جهانی دوم، او در گلاسگو به تحصیل خود ادامه داد. او در سال ۱۹۴۲ فارغ‌التحصیل شد. پدرش که در جنگ جهانی اول خدمت کرده بود، او را تشویق کرد که در تعطیلات تابستانی به امدادرسان‌های جنگی در بیمارستان سلطنتی استافوردشایر شمالی بپیوندد.

## ازدواج
او همسر آینده خود، جان فولی را در خانه یکی از دوستانش ملاقات کرد و در سال ۱۹۴۹ با او ازدواج کرد. این زوج چهار فرزند داشتند که همگی با سزارین متولد شدند. اوفلین و همسرش اولین زن و شوهر عضو کالج سلطنتی متخصصان زنان و زایمان شدند. جان فولی در سال ۱۹۷۲ درگذشت. به‌عنوان یک متخصص زنان ارشد در ابوظبی در سال ۱۹۷۶، مارگارت با دکتر پزشک عمومی گری اوفلین ازدواج کرد و پنج فرزند ناتنی به خانواده او افزوده شد.

## حرفه پزشکی
اوفلین زیر نظر مشاوران بسیاری آموزش دید، از جمله یک دوره کارآموزی تحت نظر سِر کلمنت پرایس توماس و دوره‌ای در تخصص زنان و زایمان تحت نظر سِر ویلیام گیلیات و ای.سی. پالمر. پس از این دوره، او با مربی همیشگی خود، جان پیل، آشنا شد که بعدها به عنوان پزشک زنان سلطنتی شناخته شد. پیل تأثیر بسزایی در مسیر حرفه‌ای او داشت و او را تشویق کرد تا آزمون تخصص خود را بدون تأخیر بگذراند تا بتواند بعدها فوق‌تخصص خود را در سال ۱۹۴۹ تکمیل کند. او همچنین اصول پیشگیری از بارداری و مهارت‌های عملی تخصص زنان را به او آموزش داد. دوستی آن‌ها تا زمان درگذشت پیل در سن ۱۰۱ سالگی ادامه یافت.
در سال ۱۹۵۲، بیمارستان زنان جنوب لندن پس از سه سال فعالیت او در آنجا، به اوفلین پیشنهاد سمت مشاور را داد. با این حال، در آن زمان فرزند خردسالی داشت و همسرش، جان، به‌عنوان مشاور در زمینه زنان و زایمان در پورتسموث منصوب شده بود.
در پورتسموث، اوفلین فرصتی یافت تا خدمات پیشگیری از بارداری موجود را بررسی کند که عمدتاً توسط خیریه‌های کوچک و در ساختمان‌های غیراستاندارد اداره می‌شدند. با کمک مالکوم رودز، او توانست بودجه‌ای برای تأمین قرص ضدبارداری خوراکی رایگان برای زنانی که چهار فرزند یا بیشتر داشتند، دریافت کند. این طرح بعدها به همه زنان تعمیم داده شد. این خدمات اولیه عمدتاً از طریق کمک‌های داوطلبانه و حمایت محدود دولتی تأمین مالی می‌شد. به‌تدریج، وضعیت تأمین مالی بهبود یافت و وزارت بهداشت مبلغ ۲۰٬۰۰۰ پوند برای ساخت یک مرکز تخصصی سلامت جنسی زنان در شهر، با نام واحد الا گوردون، اختصاص داد.
در ابتدا، پیشگیری از بارداری برای زنان فقط در صورتی رایگان بود که چهار فرزند یا بیشتر داشتند. در اوایل دهه ۱۹۷۰، تصمیم به اعطای مجوز به کلینیک‌های تنظیم خانواده در بریتانیا برای تجویز قرص ضدبارداری به زنان مجرد، بحث‌برانگیز بود، زیرا تا آن زمان دولت معتقد بود که پیشگیری از بارداری، بی‌بندوباری جنسی یا «عشق آزاد» را ترویج می‌کند.

## سال‌های پایانی زندگی
بعدها، اوفلین در زمینه آموزش، به‌ویژه آموزش پزشکان عمومی، فعالیت کرد و از همکاران خود، از جمله پیل و دِیم جوزفین بارنز، به‌عنوان مدرس دعوت کرد. او در ۲۲ سپتامبر ۲۰۱۴، در سن ۹۴ سالگی درگذشت. یکی از نوه‌های او که در همان سال فارغ‌التحصیل شد، اکنون متخصص قلب‌شناسی است. نوهٔ دیگر او ماماست.